# 제프리 캐플런 (게임 디자이너)

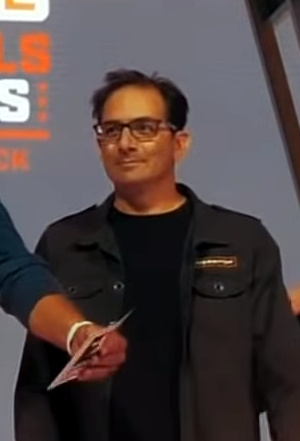

제프리 캐플런(Jeffrey Kaplan)은 블리자드 엔터테인먼트의 게임 디자이너이다. 그는 2002년 5월부터  워크래프트 III: 레인 오브 카오스 개발에 참여하면서 블리자드에서 일하기 시작했다. 캐플런은 크리스 멧젠, 팻 네이글과 함께 월드 오브 워크래프트 세계관(퀘스트, 야외 지역, 던전, 레이드 등)의 디자인을 책임졌다. 2009년 2월 캐플런은 월드 오브 워크래프트의 게임 디렉터직을 사임하고, 블리자드의 대규모 다중 사용자 온라인 게임(MMO) 개발 부서로 이동한다고 발표하였다. 그리하여, 그는 블리자드 엔터테인먼트의 MMO 게임인 코드 네임 타이탄의 개발자로 일하였다. 하지만, 7년 동안 개발해왔던 타이탄 프로젝트가 취소되었고, 그 후 제프리 캐플런은 블리자드 최신 게임인 오버워치의 게임 디렉터가 되었다. 하지만 2021년 4월 블리자드에서 퇴사했다.

## 게임
- 월드 오브 워크래프트
- 월드 오브 워크래프트: 불타는 성전
- 월드 오브 워크래프트: 리치 왕의 분노
- 타이탄
- 오버워치